# Guerra de Kiriji
La guerra de Kiriji fou un conflicte que va afectar diversos estats iorubes (Nigèria) entre 1877 i 1893.
Ibadan ja s'havia involucrat en una altra guerra comercial amb Egba (Abeokuta) i Ijebu el 1877, quan els comerciants d'Ibadan en el seu camí des de Porto Novo amb armes de foc van ser atacats pels egbes. Això va donar als estats ekitis i a Ijesa la seva oportunitat. El 1877 van començar la revolta contra el domini d'Ibadan amb la matança dels funcionaris d'Ibadan a Ijesa, Igbomina i Ekiti. Això va conduir a una guerra que es va perllongar durant setze anys. Amb el temps, Ibadan es va trobar lluitant en cinc fronts. A l'est es va enfrontar a la Ekitiparapo (Confederació que vol dir "Junts amb Ekiti") sota el comandament del cap militar Ogedemgbe, el Seriki d'Ijesa. Al sud es va enfrontar als egbes i a Ijebu. Ilorin se li enfrontava a al nord. A l'oest estava el regne de Dahomey. Finalment, Ife es va unir a l'aliança el 1882 (ja hi havia hagut enfrontament durant molt temps entre gents procedent d'Ife i gent d'Oyo establerts a Modakeke). L'hostilitat entre Ife i Ibadan es va reforçar per la guerra en la que la pròpia ciutat d'Ife va ser saquejada per Modakeke i els seus aliats d'Ibadan, i més tard Modakeke va ser capturada per Ife i Ekiti.
L'acció principal de la guerra, però, es va dur a terme al nord-est. Les forces d'Ibadan i de l'Ekitiparapo s'enfrontaren a Kiriji, a pocs quilòmetres a l'est d'Ikirun. El control de les rutes comercials era un problema greu. Hi havia tres rutes principals cap a l'interior, a través d'Egba, Ijebu i Ondo. La ruta d'Ondo havia estat obert pels britànics a causa del tancament freqüent de les altres carreteres. Durant aquesta guerra, es va convertir en la principal ruta de proveïment per a les dues parts. Alguns subministraments van poder arribar a Ibadan a través d'Ijebu. La guerra va ser impopular entre els comerciants d'Ijebu, i l' Awujale (rei) es va veure obligat a exiliar-se el 1885. Tot i això, el flux de subministraments no era completament lliure; els marges de benefici dels comerciants d'Ijebu eren alts, i van conservar el control estricte del comerç a través del regne d'Ijebu.
Després d'alguns revessos inicials, Ekitiparapo va guanyar algun avantatge en el conflicte, i l'ajuda que va rebre dels comerciants Ekiti Saro a Lagos va ser crucial. El factor més important va ser el subministrament de fusells de retrocarrega, molt més precisos que les armes utilitzades per la resta dels ioruba, encara que l'exèrcit d'Ibadan més tard van ser capaç d'obtenir una petita quantitat dels mateixos fusells.
Els intents de mediació havien començat ja el 1879-1880. Tant l'alafin d'Oyo com l'Oni d'Ife hi estaven involucrats, però no tenien la confiança de les dues parts, i Ife més tard es van unir a la lluita. El govern de Lagos tenia instruccions de Londres i Accra per mantenir-se al marge del conflicte, tot i que els combats estaven tenint seriosos efectes en la vida econòmica de la colònia. Sota la pressió dels comerciants i dels missioners, el govern de Lagos va intentar intervenir però va ser rebutjat, i des 1882-1884 els britànics no va fer res. Els intents dels saros a Lagos i dels emirs fulani per posar fi al conflicte també va fallar.
Després de 1885 l'actitud de l'administració va començar a canviar. En primer lloc, es va produir la situació política canviant de Lagos, que pertanyia a la colònia de Costa d'Or i Lagos i es va constituir en colònia separada el 1886. En segon lloc, la lluita per Àfrica per les potències colonials ja estava en marxa, i hi havia temors d'interferència francesa. En tercer lloc, alguns dels principals protagonistes de la guerra se'n estaven cansant.
Per negociar la pau, l'administració va utilitzar a la Church Missionary Society. Un alto el foc va ser organitzat el 1886 gràcies a l'esforç de Samuel Johnson, l'historiador, i Charles Phillips, més tard bisbe d'Ondo. Llavors, les parts van signar un tractat a Lagos amb el governador Maloney que preveia la independència dels pobles de la Ekitiparapo i l'evacuació de Modakeke, per retornar a Ife. Això va resultar impossible de dur a terme. Ilorin es va negar a deixar de lluitar al nord, on estava assetjant Ofa. Així, la guerra es va perllongar, i les forces es van negar a dissoldre's.
Els temors britànics dels francesos no van trigar a aparèixer justificats. Hi va haver un curiós incident el 1888, quan un empleat d'una empresa francesa va convèncer els caps egbes de signar un tractat amb França, que preveia la construcció d'un enllaç ferroviari amb Porto Novo. Aquesta era una amenaça directa per al comerç amb Lagos, però el govern francès es va negar a ratificar el tractat. Les dues potències van acordar precipitadament els límits de la frontera el 1889 si bé les zones recentment envaïdes per Dahomey van caure dins de l'esfera d'influència francesa. Els britànics es va moure a l'interior amb l'establiment d'una posició a Ilaro el 1890, mentre que els francesos van envair Dahomey el 1892.
Mesures més agressives per estendre el control britànic a l'interior es van produir amb l'arribada del governador Carter el 1891. Igual que Glover, fou de l'opinió que la clau de la situació estava en el control de les rutes comercials a través d'Ijebu i Abeokuta. El resultat va ser l'expedició a Ijebu el 1892; és possible que Ijebu fos més favorable a obrir la ruta comercial que Abeokuta, però la decisió d'atacar a Ijebu es basava teòricament en l'hostilitat a les missions, las quals, a diferència d'Abeokuta, Ijebu mai havia permès. L'impacte de l'expedició va ser considerable. El 1893, Carter va ser capaç d'emprendre un viatge al voltant del país ioruba, fent tractats amb Oyo i Abeokuta, i finalment va persuadir a les forces d'Ibadan i Ekitiparapo per dispersar-se. Els egbes van obrir el camí a Ibadan, i van permetre l'inici de la construcció del ferrocarril.
Després de dos incidents finals, el bombardeig d'Oyo el 1895 i la captura de Ilorin per la Royal Niger Company el 1897, el control colonial efectiu de la major part de Iorubalàndia va quedar establert.